# Allium inderiense
Allium inderiense är en amaryllisväxtart som beskrevs av Fisch. och Aleksandr Andrejevitj Bunge. Allium inderiense ingår i släktet lökar, och familjen amaryllisväxter. Inga underarter finns listade i Catalogue of Life.